# Supercopa de España de Fútbol 1982
La Supercopa de España de 1982 (correspondiente a la temporada 1982-83) fue la primera edición disputada de este torneo, desde que en la temporada 1952-53 se estableciera el fin de la Copa Eva Duarte. Se disputó entre el campeón de Liga 1981-82, la Real Sociedad, y el campeón de la Copa del Rey de 1981-82, el Real Madrid. 
Se jugó en partidos de ida y vuelta, el 13 de octubre en Madrid y el 28 de diciembre en San Sebastián.
| Bandera de la Comunidad de Madrid | 1 - 4 | Bandera del País Vasco |
| Real Madrid 1 0                   | 1 - 4 | Real Sociedad 0 4      |
| --------------------------------- | ----- | ---------------------- |

## Supercopa de 1982
| Real Sociedad C. F. |  | Bandera del País Vasco            |  | Campeón de la Primera División de España (1981-82) |
| Real Madrid C. F.   |  | Bandera de la Comunidad de Madrid |  | Campeón de la Copa del Rey de fútbol (1981-82)     |

### Partido de ida
| 13 de octubre de 1982 21:00 CET | Real Madrid | 1 – 0 | Real Sociedad | Estadio Santiago Bernabéu, Madrid,                            |                                                               |
|                                 | Metgod 44'  |       |               | Asistencia: 45.000 espectadores Árbitro(s): Enríquez Negreira | Asistencia: 45.000 espectadores Árbitro(s): Enríquez Negreira |

|  |  |

| Real Madrid:       |  |                         |  |        |
|                    |  |                         |  |        |
| POR                |  | Agustín Rodríguez       |  |        |
| DEF                |  | Juan José Jiménez 69'   |  |        |
| DEF                |  | John Metgod             |  |        |
| DEF                |  | Francisco Bonet Serrano |  |        |
| DEF                |  | José Antonio Camacho    |  |        |
| MED                |  | Ángel de los Santos     |  | 68'    |
| MED                |  | Ricardo Gallego         |  | 83' 5' |
| MED                |  | Uli Stielike 34'        |  |        |
| DEL                |  | Juanito 22' 22'         |  |        |
| DEL                |  | Santillana              |  |        |
| DEL                |  | Ito                     |  | 45'    |
| Sustituciones:     |  |                         |  |        |
| MED                |  | Alfonso Fraile          |  | 83'    |
| DEL                |  | Isidro Díaz             |  | 45'    |
| Entrenador:        |  |                         |  |        |
| Alfredo Di Stéfano |  |                         |  |        |

| Real Sociedad:    |  |                         |  |         |
|                   |  |                         |  |         |
| POR               |  | Luis Arconada           |  |         |
| DEF               |  | Eliseo Murillo          |  | 12'     |
| DEF               |  | Inaxio Cortabarría 74'  |  |         |
| DEF               |  | Alberto Górriz 85'      |  |         |
| DEF               |  | Julio Olaizola 29'      |  |         |
| MED               |  | Gernaro Celayeta 83'    |  |         |
| MED               |  | Javier Zubillaga        |  |         |
| MED               |  | Jesús María Zamora 26'  |  |         |
| DEL               |  | Pedro Uralde            |  | 76' 55' |
| DEL               |  | Jesús María Satrústegui |  |         |
| DEL               |  | Roberto López Ufarte    |  |         |
| Sustituciones:    |  |                         |  |         |
| MED               |  | José Diego Álvarez      |  | 12'     |
| MED               |  | José Mari Bakero        |  | 76'     |
| Entrenador:       |  |                         |  |         |
| Alberto Ormaetxea |  |                         |  |         |

### Partido de vuelta
| 28 de diciembre de 1982 20:00 CET | Real Sociedad                                                      | 4 – 0 | Real Madrid | Atocha, San Sebastián,                                |                                                       |
|                                   | Uralde 53' · López Ufarte 92' · Uralde 102' · Salguero 103' (p.p.) |       |             | Asistencia: 30.000 espectadores Árbitro(s): Pes Pérez | Asistencia: 30.000 espectadores Árbitro(s): Pes Pérez |

|  |  |

| Real Sociedad:        |  |                            |  |     |
|                       |  |                            |  |     |
| POR                   |  | Luis Arconada 22'          |  |     |
| DEF                   |  | Eliseo Murillo             |  | 60' |
| DEF                   |  | Agustín Gajate 83'         |  |     |
| DEF                   |  | Genaro Celayeta            |  |     |
| DEF                   |  | Alberto Górriz             |  |     |
| MED                   |  | José Diego Álvarez         |  | 60' |
| MED                   |  | Juan Antonio Larrañaga 74' |  |     |
| MED                   |  | Tomás Orbegozo             |  |     |
| DEL                   |  | José Mari Bakero 14'       |  |     |
| DEL                   |  | Pedro Uralde               |  |     |
| DEL                   |  | Roberto López Ufarte 22'   |  |     |
| Sustituciones:        |  |                            |  |     |
| MED                   |  | Txiki Begiristain          |  | 60' |
| DEF                   |  | Luis Sukia                 |  | 60' |
| Entrenador:           |  |                            |  |     |
| Alberto Ormaetxea 22' |  |                            |  |     |

| Real Madrid:       |  |                              |  |         |
|                    |  |                              |  |         |
| POR                |  | Agustín Rodríguez            |  |         |
| DEF                |  | Juan José Jiménez Collar 22' |  |         |
| DEF                |  | Francisco Bonet              |  |         |
| DEF                |  | John Metgod                  |  |         |
| DEF                |  | José Antonio Camacho         |  |         |
| MED                |  | Ángel de los Santos 71'      |  |         |
| MED                |  | Ricardo Gallego              |  |         |
| MED                |  | Alfonso Fraile               |  |         |
| DEL                |  | Miguel Ángel Portugal        |  | 60'     |
| DEL                |  | Francisco Pineda             |  | 82'     |
| DEL                |  | Isidro Díaz González         |  |         |
| Sustituciones:     |  |                              |  |         |
| DEL                |  | Isidoro San José             |  | 60' 53' |
| DEF                |  | José Antonio Salguero        |  | 82'     |
| Entrenador:        |  |                              |  |         |
| Alfredo Di Stéfano |  |                              |  |         |

| Campeón Supercopa de España 1982/83 |
| ----------------------------------- |
| Real Sociedad 1° Título             |

| Predecesor: Copa Eva Duarte de 1952/53 | Supercopa de España 1982 | Sucesor: Supercopa de España 1983 |

- Datos: Q2476341